# Pachyschelus dohrni
Pachyschelus dohrni es una especie de escarabajo joya del género Pachyschelus, familia Buprestidae. Fue descrita científicamente por Kerremans en 1900.